# 天発神讖碑

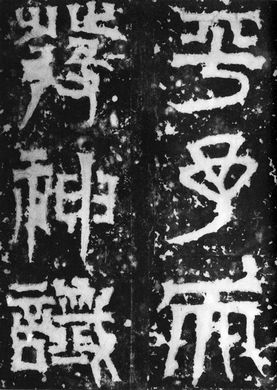
天発神讖碑

天発神讖碑（てんぱつしんしんひ）は、三国時代の呉において天璽元年（276年）以降に建てられた顕彰碑。元号により「天璽紀功碑」、折れて発見されたことから「天璽断碑」「三段碑」とも呼ばれる。同年に建てられた封禅国山碑と建碑事情が同じであり、両碑は兄弟関係にある。
独自の極めて特殊な書風と内容を持った碑として知られている。また呉を滅亡させる要因となった孫晧の失政を象徴する存在でもある。
魏の碑が大半を占める三国時代にあって、貴重な他国の書蹟である。しかし原石は北宋代から数度移転された後、清の嘉慶10年（1805年）に火災で焼失し、現在は拓本のみが残されている。

## 建碑の事情
この碑が建てられた時期は三国時代だが、この頃には蜀は既に滅亡し、続いて魏も司馬炎に禅譲して西晋となっており、もはや「三国」ではなくなっていた。
その中で存続していた呉は、かねてからの政治的混乱に加えて第4代皇帝である孫晧が臣下の粛清や強引な遷都などを行い、さらに有力武将であった陸抗（陸遜の子）も死んで反乱の動きも見えるなど、国力は衰退していた。
しかし孫晧は神秘思想に走ってその世界に閉じこもるようになり、国内で瑞兆が見つかったという怪しげな報告を受けては次々と恩赦や改元を繰り返した。
この碑が建てられたのも、そのような瑞兆報告によるものであった。正史『三国志』によれば、前年の天冊元年（275年）、後漢代の頃からせき止まっていた臨平湖の流れが急に復活した。地元の言い伝えでは湖の流れが止まれば天下が乱れ、復活すれば平和になると言われていた。また続いて同じ臨平湖のそばで、ある人が「呉真皇帝」と刻まれた小石を拾った。これらの報告を受け、呉が天下を統一して平和をもたらし、孫晧が真の皇帝になるという天のお告げである、と解釈した孫晧は喜び、大赦と改元を行った。さらにこの碑を記念として建て、「天が下された神のお告げの碑」という意味で「天発神讖碑」と名づけたという。なおこの時、孫晧は天下統一後に皇帝が行う封禅まで行っており、その記念として封禅国山碑を建てている。
しかし呉は4年後の天紀4年（280年）に滅亡し、同碑は孫晧の失政を語り継ぐ存在となった。

## 碑文と書風

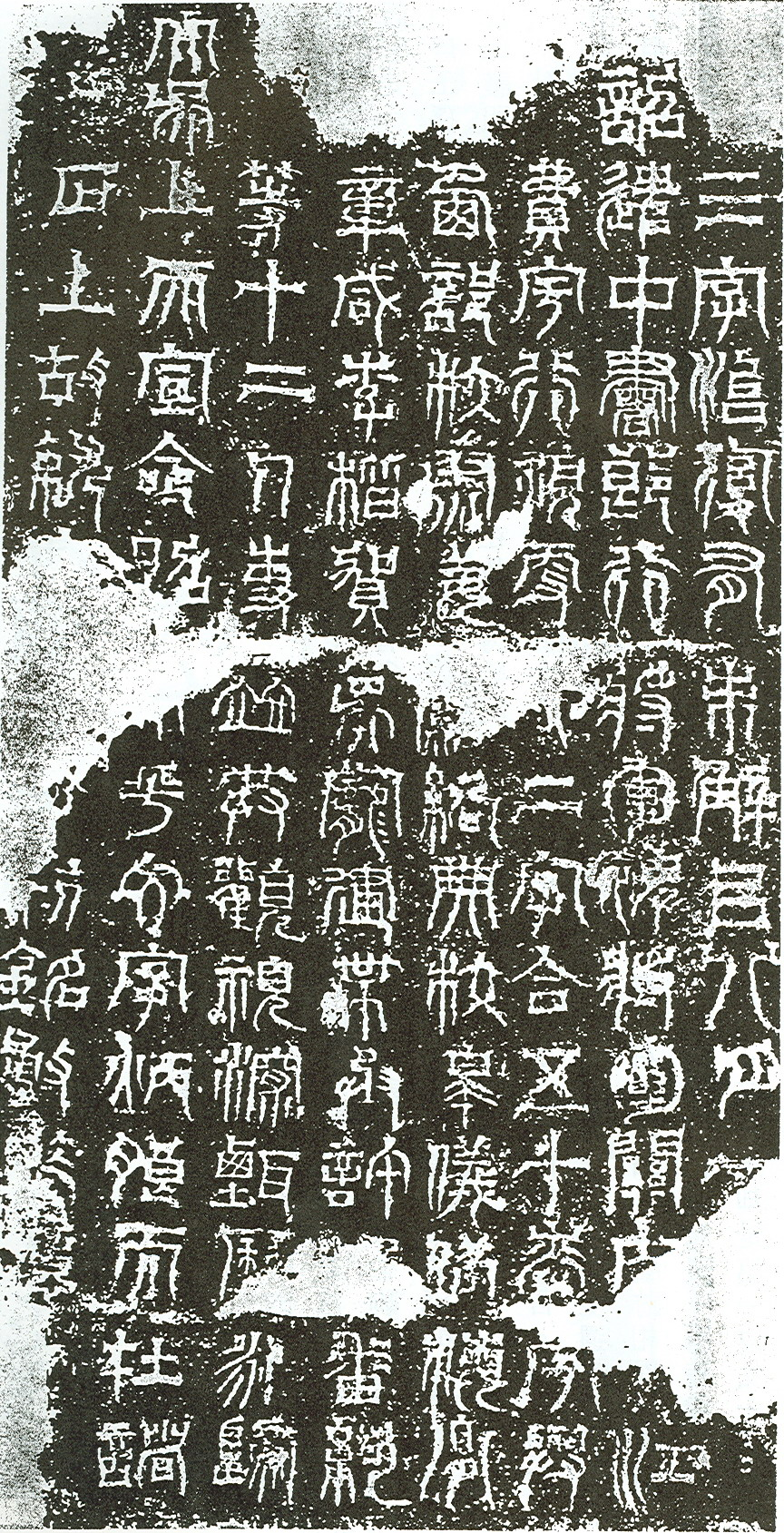
天発神讖碑（部分）。ほぼ最上段から最下段までを繋げて読み取れる部分。「詔」を1字擡頭、「大呉」を2字擡頭している。擡頭分の字数も含めて1行18字として数える。この拓本では摩耗のため2段分が失われ、1行16字になってしまっている。

碑文は篆書による。篆書を用いたのは、篆書の持つ権威性や神秘性が「天のお告げ」を記念するのにふさわしいと判断してのことと考えられる。発見時に既に断裂し摩耗も著しかったために1行の文字数は不明である。行数は21行であるが、そのままでは文が完結しておらず、最初からこの行数であったとは考えられない。元は1行18字、全22-24行程度であったと推測されている。
内容は呉の徳を讃美し、さらに前述した「天から下されたお告げ」を「天発神讖文」として記したもので、極めて神がかった、現代的に言えばオカルティックな文章となっている。
書風は冒頭にも記した通り極めて特殊である。篆書の形を踏襲しているものの、線をいかつく角張らせて奇妙なめりはりをつけ、さらに払いを丸く止めずに鋭く針のように尖らせている。また文字の転折（おれ）をわざと大きく書くなどして、字そのものに気味の悪さすら覚えるほどの威圧感を持たせるなど、実際の篆書とはかけ離れた書法が取られている。このため「奇怪の書」とされ、「篆書にも非ず、隷書にも非ず」と評された。隷書用の筆で書いたためとも言われるが、定かではない。
書者は長らく呉の書家の皇象と考えられていたが、積極的な証拠がないため現在は書者不明とされている。

## 研究と評価
碑そのものは北宋代に発見されたが、その時既に3つに割れ左右がかなり摩耗した状態であった。いわゆる「断碑」であるが、3つで1つの碑であるということすら当初は分からず、それぞれの石ごとに解読が行われていた。そのため明代に周在浚がこれを断碑と見抜き、つなげて1つの碑として読むまで500年近くも「解読不能」とされていた。
しかし解読後は、貴重な三国時代の書蹟とあって多くの研究が行われ、清代に篆書研究が盛んになるとその参考資料として用いられた。